# أيل مسكي
الأيل المسكي (الاسم العلمي: Moschus) جنس من الثدييات يتبع فصيلة الأيائل المسكية من رتبة الشفعيات الأصابع.

## أنواع الأيل المسكي
- قائمة مزدوجات الأصابع حسب العدد
- أيل أنوي المسكي (الاسم العلمي:Moschus anhuiensis)
- أيل الغابات المسكي (الاسم العلمي:Moschus berezovskii)
- أيل الألب المسكي (الاسم العلمي:Moschus chrysogaster)
- أيل كشمير المسكي (الاسم العلمي:Moschus cupreus)
- أيل مسكي أسود (الاسم العلمي:Moschus fuscus)
- أيل هيمالايا المسكي (الاسم العلمي:Moschus leucogaster)
- أيل سيبيريا المسكي (الاسم العلمي:Moschus moschiferus)